# La Giralda (l'Arboç)
La Giralda és un edifici de l'Arboç protegit com a bé cultural d'interès local.

## Descripció
L'edifici és d'estil àrab. És compost per una torre, rèplica de la Giralda de Sevilla, i per una estructura quadrangular de tres plantes i oberta pel centre on es pot veure el pati dels Lleons i les habitacions de la casa. A mà esquerra, comunicant amb el pati dels Lleons, hi ha la rèplica del Saló dels Ambaixadors de l'Alhambra de Granada. Tot aquest conjunt és rodejat per un enorme parc natural tancat mitjançant una tanca de pedra. Pel que fa a l'habitatge cal dir que tots els baixos de l'edifici són bodegues. Damunt hi ha la planta baixa, el pis noble i per acabar, un quart pis dedicat al servei de la casa. Dins de l'edifici predominen els arcs de ferradura, els lobulats i els arabescos. Els materials són també els mateixos que s'utilitzaren per a la construcció de l'original (làmines d'or, etc.).

## Història
Les obres de l'edifici començaren l'any 1899 sobre uns solars que havien estat les hortes de la "Casa de la Pó". El constructor de l'edifici fou en Joan Roquer Marí, fill tercer de la família Roquer, que habitava davant l'església, i que tenia un negoci de licors (els Licors Roquer). J. Roquer, molt aficionat a la fotografia i arquitecte d'ofici, es casà amb una barcelonina, Sra. Negrevernis. El matrimoni heretà al cap d'uns anys la fortuna d'una tia de l'esposa. Amb els diners J. Roquer finançà part de la construcció del Teatre Romea de Barcelona. A més, com que el matrimoni havia fet el seu viatge de nuvis per Andalusia i quedà enamorat de les belleses d'aquelles terres, decidí invertir els seus diners i fer una fidel reproducció, a l'Arboç, de les meravelles que els havien impressionat més. Les obres i els plànols foren dirigits pel mateix Roquer, amb l'ajut del constructor d'obres Antoni Feliu Tetas, que havia dirigit les obres de la casa Batet. L'edifici fou acabat el 1902. El cost de les obres fou d'unes sis-centes a set-centes mil pessetes.
Durant la Guerra Civil serví de quarter pels pilots d'aviació, així com per intendència de queviures. Més endavant, l'edifici fou comprat per la família Bascompte (1941). Posteriorment fou propietat del Sr. Camino i el Sr. Molera.